# McAlisterville
La census-designated place de McAlisterville est située dans le comté de Juniata, dans le Commonwealth de Pennsylvanie, aux États-Unis. Sa population s’élevait à 971 habitants lors du recensement de 2010.

## Source
- (en) Cet article est partiellement ou en totalité issu de l’article de Wikipédia en anglais intitulé « McAlisterville, Pennsylvania » (voir la liste des auteurs).